# Your Best Friend
「Your Best Friend」（ユア・ベスト・フレンド）は、倉木麻衣の楽曲。彼女の37枚目のシングルとして2011年10月19日にNORTHERN MUSICから発売された。

## 解説
前作「もう一度」より約5か月ぶりとなるシングル。2ヶ月連続シングルリリースの第一弾作品でもある。また、ライブDVD『HAPPY HAPPY HALLOWEEN LIVE 2010』も同日に発売された。
一般には初回限定盤と通常盤の2形態での発売、さらにファンクラブ会員とMusing会員限定で発売されるMusing&FC盤も含め、実質的に3形態での発売となる。各ジャケットもそれぞれ異なっている。初回限定盤には特典として、表題曲のミュージッククリップを収めたDVDと、オリジナルヴィジュアルステッカー、オリジナルヴィジュアル携帯待受画像ダウンロード用QRコードが封入される。Musing&FC盤には、表題曲のミュージッククリップのメイキング映像視聴用URL・QRコードと、オリジナル携帯待受画像ダウンロード用URL・QRコードが封入される。
表題曲・カップリング曲ともに、「どうして好きなんだろう feat. Mai.K」においてコラボレーションした、NERDHEADのGIORGIO CANCEMI作編曲による楽曲。また彼はGIORGIO 13として、両楽曲において倉木と共作詞をしている。

## 収録トラック

### CD
（全作詞：倉木麻衣、GIORGIO 13 / 作曲・編曲：GIORGIO CANCEMI）
1. Your Best Friend [5:53]
  - 読売テレビ・日本テレビ系全国ネットアニメ『名探偵コナン』エンディングテーマ
    - 「Tomorrow is the last Time」（2010年）以来約1年ぶり14度目のアニメ『名探偵コナン』のタイアップ曲であり、言葉にしなくても想いは伝わっているという深い絆を歌ったミディアムバラードになっている[5]。

  - 読売テレビ・日本テレビ系テレビアニメ「まじっく快斗」エンディングテーマ

1. step by step [5:00]
  - 合歓の郷 Hotel&Resort CMソング
2. Your Best Friend -Instrumental- [5:52]

### DVD（初回限定盤のみ）
1. Your Best Friend (Music Clip)

## 収録アルバム
- OVER THE RAINBOW
- THE BEST OF DETECTIVE CONAN 5 〜名探偵コナン テーマ曲集5〜
- MAI KURAKI BEST 151A -LOVE & HOPE-
- 倉木麻衣×名探偵コナン COLLABORATION BEST 21 -真実はいつも歌にある!-